# NGC 5121
NGC 5121 is een spiraalvormig sterrenstelsel in het sterrenbeeld Centaur. Het hemelobject werd op 26 juni 1834 ontdekt door de Britse astronoom John Herschel.

## Synoniemen
- ESO 382-57
- MCG -6-29-35
- AM 1321-372
- IRAS 13219-3725
- PGC 46896